# Valentina Giacinti
Valentina Giacinti (ur. 2 stycznia 1994 w Bergamo, Włochy) – włoska piłkarka, grająca na pozycji napastnika.

## Kariera piłkarska

### Kariera klubowa
Wychowanka klubu Atalanta. W 2009 rozpoczęła karierę piłkarską w Atalancie. W 2012 została zaproszona do Napoli, skąd w następnym roku została wypożyczona do amerykańskiego AC Seattle. 17 lipca 2013 podpisała kontrakt z Mozzanicą.

### Kariera reprezentacyjna
18 września 2015 debiutowała w narodowej reprezentacji Włoch w meczu przeciwko Gruzji. Wcześniej broniła barw juniorskiej reprezentacji U-17 oraz U-19.

## Sukcesy i odznaczenia

### Sukcesy piłkarskie
AC Seattle
- mistrz stanu Washington: 2013
- zdobywca Evergreen Cup: 2013

### Sukcesy indywidualne
- królowa strzelców Mistrzostw Włoch: 2016 (32 goli)